# لمبيك

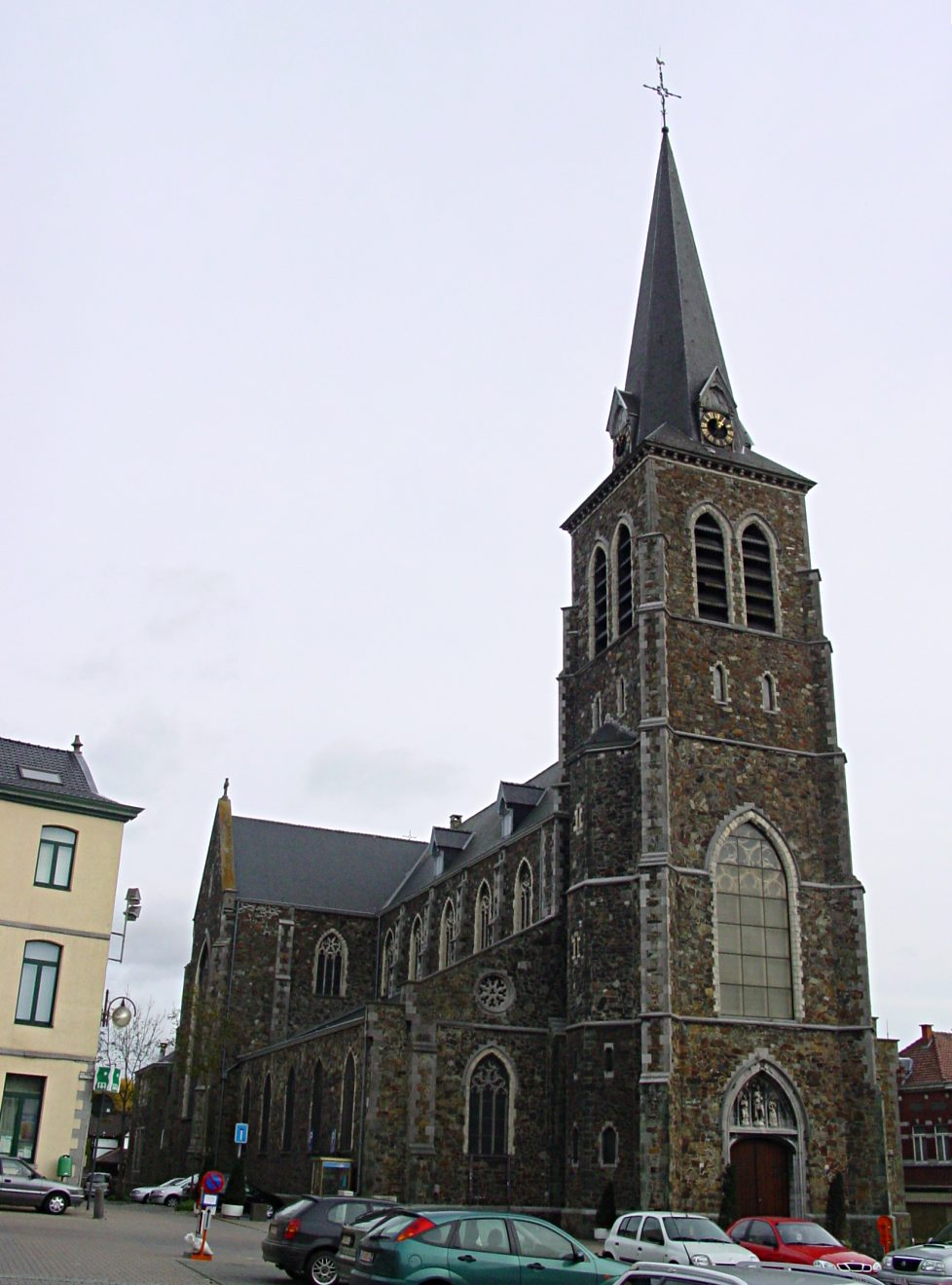
كنيسة لِمبيك.

لِمبيك (Lembeek) هي قرية تعداد سكانها حوالي 256‚7 نسمة، تتبع بلديّة هاله في بلجيكا.

## الموقع
تقع في جنوب-غرب مدينة هاله، قريبة من 'حدود اللُّغة'–على الحد بين الإقليم الفلامندي ووالونيا. هُدِمَ قصر البلدة بطلب من عائلة كولريت (Colruyt family).
يرتكز مصنع جعة بون (Boon Brewery) في لِمبيك، وهناك نظرية تقول بأن لامبيك (lambic) أخذت اسمها من لِمبيك. ويوجد فيها محطّة قطار تقع بالقرب من قناة بروكسل-شارلروا (Brussels-Charleroi Canal).